# Nhóm ngôn ngữ Nin
Nhóm ngôn ngữ Nin là một nhóm ngôn ngữ thuộc nhóm ngôn ngữ Đông Sudan được sử dụng trên một khu vực rộng lớn giữa Nam Sudan và Tanzania bởi các dân tộc Nin, những người có truyền thống chăn gia súc.

## Từ nguyên
Từ Nilotic có nghĩa là (hoặc liên quan đến) sông Nin hoặc vùng sông Nin của Châu Phi.

## Nhân khẩu học
Có khoảng 7 triệu người nói các ngôn ngữ Nin hiện nay. Các dân tộc Nin, những người bản ngữ, ban đầu di cư từ khu vực thượng lưu sông Nin. Những người nói ngôn ngữ Nin sống ở Cộng hòa Dân chủ Congo, Ethiopia, Kenya, Nam Sudan, Sudan, Tanzania và Uganda.

## Phân khu
Theo nhà ngôn ngữ học Joseph Greenberg, nhóm ngôn ngữ này được chia thành ba nhóm nhỏ:
- Nhóm ngôn ngữ Đông Nin như Turkana và Maasai
- Nhóm ngôn ngữ Nam Nin như Kalenjin và Datooga
- Nhóm ngôn ngữ Tây Nin như Luo, Nuer và Dinka

Trước khi được Joseph Greenberg phân loại lại, nhóm Nin đã được sử dụng để chỉ riêng nhóm Tây Nin, hai ngôn ngữ còn lại được nhóm lại thành nhóm ngôn ngữ "Nin-Hamit" có liên quan.
Roger Blench (2012) coi các ngôn ngữ Burun là phân nhóm thứ tư của nhóm Nin. Trong các phân loại trước đây, chúng được xếp trong nhóm ngôn ngữ Luo. George Starostin (2015) coi ngôn ngữ Mabaan-Burun là "Tây Nin" nhưng nằm ngoài nhóm Luo.

## Phục dựng
Hơn 200 gốc từ vựng ngôn ngữ Nin nguyên thủy đã được Dimmendaal (1988) phục dựng.